# 광주원부인
광주원부인 왕씨(廣州院夫人 王氏, 생몰년 미상)는 고려의 초대 왕 태조 왕건의 제15비이다.

## 생애
경기도 광주 출신으로, 대광 왕규의 딸이다. 태조의 제16비인 소광주원부인과 혜종의 제2비 후광주원부인은 그녀와 자매간이다. 왕규는 후진에 사신으로 다녀왔으며, 태조가 사망할 때 그의 유명을 받들고 내외에 선포하는 중요한 일을 맡기도 한 인물이었다. 그러나 왕규는 자신의 외손자로 소광주원부인 소생인 광주원군을 보위에 올리기 위해 혜종을 암살하려고 했다가 실패하여 945년(정종 즉위년) 음력 9월 처형당하였다. 단 왕규의 역모에 대해서는 그 해석이 엇갈리기도 한다.
그녀의 생애나 생몰년, 능지에 대한 자세한 기록은 남아있는 것이 없다. 일부에서는 반역자의 딸은 대개 폐출되거나 함께 살해되기 때문에, 그녀와 그 자매들도 역시 이와 같은 운명을 맞이했을 것으로 추측하기도 한다. 남편 태조와의 사이에서 소생은 없었다. 호는 광주원부인(廣州院夫人)이다.

## 가족 관계
- 아버지 : 왕규(王規, ?~945)
  - 자매 : 태조 제16비 소광주원부인(小廣州院夫人, 생몰년 미상)
    - 조카 : 광주원군(廣州院君, 생몰년 미상)

  - 자매 : 혜종 제2비 후광주원부인(後廣州院夫人, 생몰년 미상)
  - 남편 : 제1대 태조(太祖王, 877~943 재위: 918~943)